# Boreolithon
Boreolithon A.S. Harvey & Woelkerling, 1995  é o nome botânico  de um gênero de algas vermelhas pluricelulares da família Hapalidiaceae, subfamília Austrolithoideae.

## Espécies
Atualmente apresenta 1 espécie taxonomicamente válida:
- Boreolithon van-heurckii (Heydrich in Chalon) A.S. Harvey & Woelkerling, 1995

= Lithothamnion vanheurckii Heydrich 1905
= Epilithon vanheurckii (Heydrich) Heydrich 1905
= Melobesia van-heurckii (Heydrich) De Toni 1924